# Kolor
Kolor is een bestuurslaag in het regentschap Sumenep van de provincie Oost-Java, Indonesië. Kolor telt 10.948 inwoners (volkstelling 2010).